# 방선기
방선기(方善基, 1952년 - )는 대한민국의 개신교 목사이며 합동신학대학원대학교의 교수로 있다가 은퇴하였다. 옥한흠 목사의 영향으로 제자화훈련에 함께하여고 후에 직장사역연구소를 설립하여 기독교인들이 직장에서 성경적 직업관과 문화사역을 실행하도록 가르치고 있다. 서울 성도교회 출신으로 기업인 박성수, 박성남, 한정국과 함께 옥한흠 목사의 제자훈련 프로그램을 완성하는데 많은 도움을 주었다.

## 경력
- 경기고등학교 66회 졸업
- 서울대학교 공과대학에서 졸업 후 엔지니어
- 총신대학교 신학대학원 수학
- 리폼드 신학교 신학전공
- 컬럼비아 대학교 교육학 박사
- 두란노 편집부장과 성도교회 교육목사역임
- 도서출판 한세 대표로 일했음.
- 현 직장사역연구소 대표
- 합동신학대학원대학교 교수

## 저서
- 《직업-3M》(도서출판 한세)
- 《방선기의 직장설교》(도서출판 한세)
- 《크리스천@직장》(도서출판 한세)
- 《크리스천과 직업》(도서출판 한세)
- 《비전》(도서출판 한세)
- 《일상생활의 신학》1,2(도서출판 한세)
- 《평신도》(도서출판 한세)

## 일터신학
그가 말하는 크리스찬의 일터신학은 5가지로 요약된다.
1. 일터는 죄악세상이다. 먹고 살기위해서 가는 곳도 되고, 성공하기 위한곳, 보람을 얻는 곳도 되지만, 일터는 복음의 장소이며 전도의 현장이다. 전도의 황금어장이다.
2. 일터는 전도의 황금어장이다.
3. 일터는 신앙을 실천하는 현장이다.일터는 일상의 삶의 현장이며 믿음을 드러내는 곳이라고 한다. 참된 신앙 생활은 일상 생활에서 믿음을 드러내는 것이라고 한다.
4. 일터는 영적 전쟁터이다. 과도한 일로 힘들고, 신앙을 지키기 위해 힘들며, 세상의 문화와 싸우고, 관습과 싸워야 한다. 일터에서 직접 핍박도 있다. 매번 전정터이다. 그래서 영적 힘을 공급해야 한다고 한다.
5. 일터는 하나님 나라가 임하는 곳이다. 일터에서 하나님 나라의 확장을 해야 한다.

## 칼럼
- 《교회와 사회참여-성서의 눈으로 사회를 봅니다.》

## 같이 보기
- 성도교회
- 옥한흠
- 박성수
- 이랜드 그룹
- 합동신학대학원대학교
- 한국의 신학자 목록
- 개혁신학자